# Govāz
Govāz (persiska: جوی آس, گواز) är en ort i Iran.   Den ligger i provinsen Kurdistan, i den nordvästra delen av landet, 400 km väster om huvudstaden Teheran. Govāz ligger 1 827 meter över havet och antalet invånare är 707.
Terrängen runt Govāz är kuperad åt nordväst, men åt sydost är den bergig.Runt Govāz är det ganska tätbefolkat, med 65 invånare per kvadratkilometer. Närmaste större samhälle är Tūrīvar, 15,6 km nordost om Govāz. Trakten runt Govāz består i huvudsak av gräsmarker.